# Deutsche Dreiband-Meisterschaft 1968/69
Die Deutsche Dreiband-Meisterschaft 1968/69 (DDM) war die 35. Ausgabe dieser Turnierserie und fand vom 22. bis 24. November 1968 in Köln, Nordrhein-Westfalen statt.

## Geschichte
Ausrichter war der „Kölner Billard Club 08 e. V.“. Die Turnierleitung übernahmen Josef Bolz und Mathias Metzemacher. Siegfried Spielmann, Ernst Rudolph und Gert Tiedtke nahmen als Platzierte vom Vorjahr automatisch am Turnier teil. Spielmann, dessen Höchstserie (HS) von 15 Punkten seit 1954 ungeschlagen ist, war erneut als Favorit gesetzt. Gerds älterer Bruder und Seriensieger August Tiedtke nahm erneut nicht an dem Turnier teil. Der letztjährige Turnierneuling und -letzter, Dieter Häring aus Berlin, konnte sich während der Saison erneut für das Meisterschaftsturnier qualifizieren. Spielte er im Vorjahr noch gegen Rudolf Apelt beim „BC Berliner Süden“, so waren die beiden jetzt Vereinskollegen bei den „Berliner Billardfreunden (Bfr.) 1921“.

## Turnierverlauf

### Runde 1
Tiedtke gewann sein erstes Spiel mit 60:51 in 76 Aufnahmen gegen Joseph Bücken aus Aachen. Im Berliner Duell konnte sich Jungspieler Häring gegen seinen Teamkameraden Apelt mit knapp mit 60:59 (92) durchsetzen. Der sechsmalige Meister Ernst Rudolph aus Köln musste vor heimischem Publikum eine Niederlage gegen seinen Clubkameraden Erich Heinrichs einstecken (59:60/79). Titelverteidiger Spielmann aus Düsseldorf hatte die längste Partie zu spielen. Erst nach 102 Aufnahmen war er mit 6 Punkten Vorsprung (60:54) Sieger des Matches. Nach der ersten Spielrunde sah die Platzierung Tiedtke vor Heinrichs, Häring und Spielmann. Schüssler bildete das Schlusslicht hinter Apelt, Bücken und Rudolph.

### Runde 2
Im fünften Spiel war Häring erneut siegreich, diesmal gegen Bücken. Die von ihm gespielte Turnier-Höchstserie (HS) von 10 verhinderte jedoch nicht seine zweite Niederlage (60:54/71). Im Lokalderby zwischen Düsseldorf und Köln konnte sich keiner der beiden Spieler durchsetzen und so hieß es für Spielmann und Rudolph nach 73 Aufnahmen 60:60. Der Zweitplatzierte Heinrichs unterlag dem Vorletzten Apelt mit 57:60/77, ebenso wie der Tabellenführende Tiedtke aus Duisburg dem Letzten mit 51:60 in 96 Aufnahmen. Die Tabelle führte nun Häring an, gefolgt von Spielmann, Apelt und Heinrichs. Die untere Hälfte bildeten Tiedtke und Schüssler mit je zwei Punkten, Rudolph mit einem Remis und der Vizemeister von 1966, Bücken, bisher ohne Punkt.

### Runde 3
Bücken konnte endlich im neunten Spiel siegreich den Tisch verlassen. Er schlug Apelt klar mit 60:46 (92). Heinrichs setzte sich mit 60:48 (28) gegen Schüssler durch, Tiedtke war mit 60:50 (75) erfolgreich gegen Spielmann und Rudolph erzielte ebenfalls seinen ersten Sieg gegen Häring mit 60:53 (72). Häring verlor damit seine Spitzenposition an Heinrichs, Tiedtke auf dem dritten Platz und Rudolph auf Platz vier. Der Titelverteidiger musste inzwischen mimt Platz fünf Vorlieb nehmen, gefolgt von Bücken, Apelt und Schüssler.

### Runde 4
Der Titelverteidiger war erneut, wenn auch knapp, erfolgreich, diesmal gegen Apelt (60:59/71). Das beste Turniermatch spielte Altmeister Rudolph gegen Tiedtke, als er ihn in nur 66 Aufnahmen mit 60:54 des Tisches verwies. Häring, der zu Beginn des Turniers stark aufspielte musste erneut eine Niederlage einstecken. Sein Gegner Schüssler zog mit 3 Punkten Vorsprung (60:57/97) gleich. Auch Bücken hatte Heinrichs nicht viel entgegenzusetzen und so verließ er den Tisch nach 85 Aufnahmen mit 49:60. In der Tabelle führte immer noch Heinrichs. Rudolph schob sich um zwei Plätze auf den Zweiten nach vorne, dahinter Spielmann und Tiedtke. Die untere Hälfte führte Häring an, Schüssler kam vom letzten Platz auf sieben, danach Bücken und Apelt.

### Runde 5
Apelt konnte im ersten Spiel der fünften Runde erneut nicht punkten. Er verlor gegen Tiedtke in 88 Aufnahmen mit 52:60 und war, als Bronzegewinner von 1966, damit endgültig als Schlusslicht des Turniers gebucht. Spielmann gelang das zweitbeste Match des Turniers, als er Bücken in 68 Aufnahmen mit 60:46 schlug. Rudolph war erfolgreich gegen Schüssler, der die schlechteste Partie des Turniers spielte. In 67 Aufnahmen kam er nur auf 29 Punkte.  Häring konnte einen weiteren Sieg erzielen. Er schlug Heinrichs knapp mit 60:59 (78). Er lag nun punktgleich mit Heinrichs, der seine Spitzenposition an Rudolph verlor. Spielmann Zweiter, Tiedtke Vierter.

### Runde 6
Das erste Spiel dieser Runde gewann Bücken mit 60:51 (83) gegen Schüssler. Rudolph kam erneut, wie gegen Spielmann, nicht über ein Remis (60,60/88) gegen den Tabellenletzten Apelt hinaus. Heinrichs konnte Tiedtke mit 60:39 (78) schlagen und Häring schlug den Favoriten Spielmann recht deutlich mit 60:47 in 81 Aufnahmen. Vor Beginn der Schlussrunde führten nun Rudolph, Heinrichs und Häring mit je acht Punkten. Danach Spielmann, Tiedtke Bücken, Schüssler und Apelt.

### Schlussrunde
In der siebten und letzten Runde konnte Apelt erneut nicht überzeugen und verlor 54:60 (82) gegen Schüssler. Häring war mit 60:57 (90) siegreich gegen Tiedtke und war damit neuer Deutscher Meister im Dreiband. Es sollte sein einziger Titel bleiben. Vorjahressieger Siegfried Spielmann wurde Vizemeister und Bronze ging an Ernst Rudolph.

## Modus
Es spielte „Jeder gegen Jeden“ (Round Robin) auf 60 Punkte mit Nachstoß.

## Abschlusstabelle
| MP    | Match Points (Sieger = 2; Unentschieden = 1; Verlierer = 0) |
| Pkte. | Erzielte Karambolagen                                       |
| Aufn. | Benötigte Versuche                                          |
| GD    | Generaldurchschnitt                                         |
| BED   | Bester Einzeldurchschnitt eines Spielers                    |
| HS    | Höchstserie                                                 |
|       | Bester GD des Turniers                                      |
|       | Bester ED des Turniers                                      |
|       | Beste HS des Turniers                                       |
|       | 1. Platz (Gold)                                             |
|       | 2. Platz (Silber)                                           |
|       | 3. Platz (Bronze)                                           |

| Endklassement              | Endklassement                    | Endklassement | Endklassement | Endklassement | Endklassement | Endklassement | Endklassement |
| Platz                      | Name                             | MP            | Pkte          | Aufn.         | GD            | BED           | HS            |
| -------------------------- | -------------------------------- | ------------- | ------------- | ------------- | ------------- | ------------- | ------------- |
| 1                          | Dieter Häring (Berlin)           | 10:4          | 410           | 581           | 0,705         | 0,845         | 7             |
| 2                          | Siegfried Spielmann (Düsseldorf) | 9:5           | 397           | 545           | 0,728         | 0,882         | 6             |
| 3                          | Ernst Rudolph (Köln)             | 8:6           | 416           | 512           | 0,812         | 0,909         | 7             |
| 4                          | Erich Heinrichs (Köln)           | 8:6           | 401           | 554           | 0,723         | 0,769         | 8             |
| 5                          | Joseph Bücken (Aachen)           | 6:8           | 380           | 542           | 0,701         | 0,895         | 10            |
| 6                          | Gert Tiedtke (Düsseldorf)        | 6:8           | 381           | 569           | 0,669         | 0,800         | 7             |
| 7                          | Günter Schüssler (Düsseldorf)    | 6:8           | 362           | 609           | 0,594         | 0,731         | 5             |
| 8                          | Rudolf Apelt (Berlin)            | 3:11          | 390           | 590           | 0,661         | 0,779         | 7             |
| Turnierdurchschnitt: 0,696 |                                  |               |               |               |               |               |               |